# Heber-Overgaard
Heber-Overgaard è una località degli Stati Uniti d'America, situata nella Contea di Navajo, nello Stato dell'Arizona.